# Doddagarudanahalli, Mandya
Doddagarudanahalli là một làng thuộc tehsil Mandya, huyện Mandya, bang Karnataka, Ấn Độ.